# 新吉莊北極殿
22°40′5.11″N 120°18′38.91″E / 22.6680861°N 120.3108083°E
新吉莊北極殿，位於高雄市左營區新吉莊的上帝公廟。

## 簡介
新吉莊北極殿，位於高雄左營新吉莊的信仰中心，東方比鄰河堤公園，前方為裕誠路商圈，西方鄰近高雄巨蛋、漢神巨蛋商圈。主祀北極玄天三上帝，為興隆內外里十三公廟其中一廟，俗稱「三上帝廟」，原本廟中以奉祀來自廍後北極殿的玄天三上帝，現在廟中的大、二上帝是在來到新吉莊建廟之後才雕刻、開光。本廟陪祀八仙、福德正神、中壇元帥、三十六官將、虎爺、斗姥元君、太歲星君、左輔洞明星君、右弼隱光星君等神明。

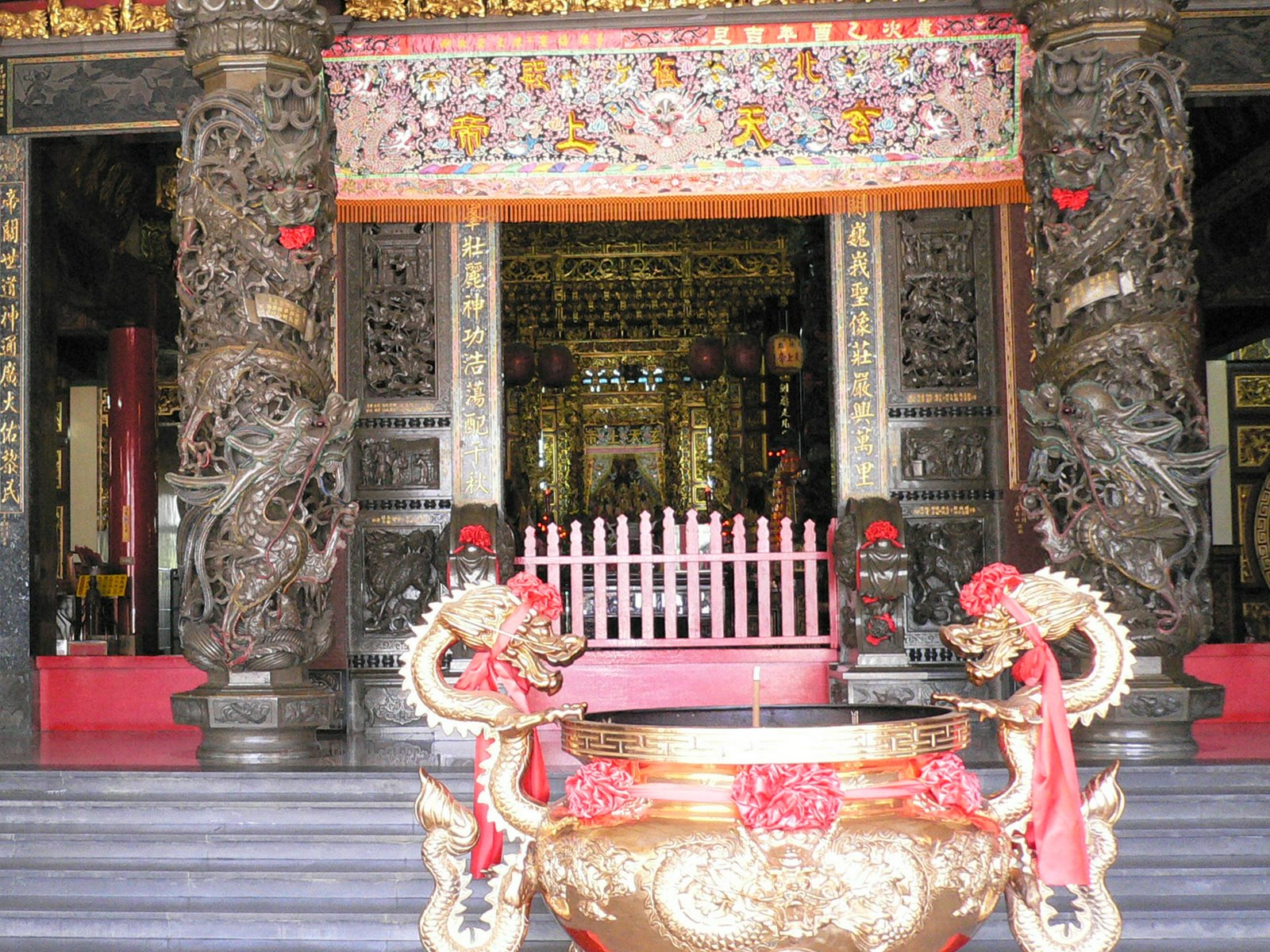
新吉莊北極殿

## 歷史

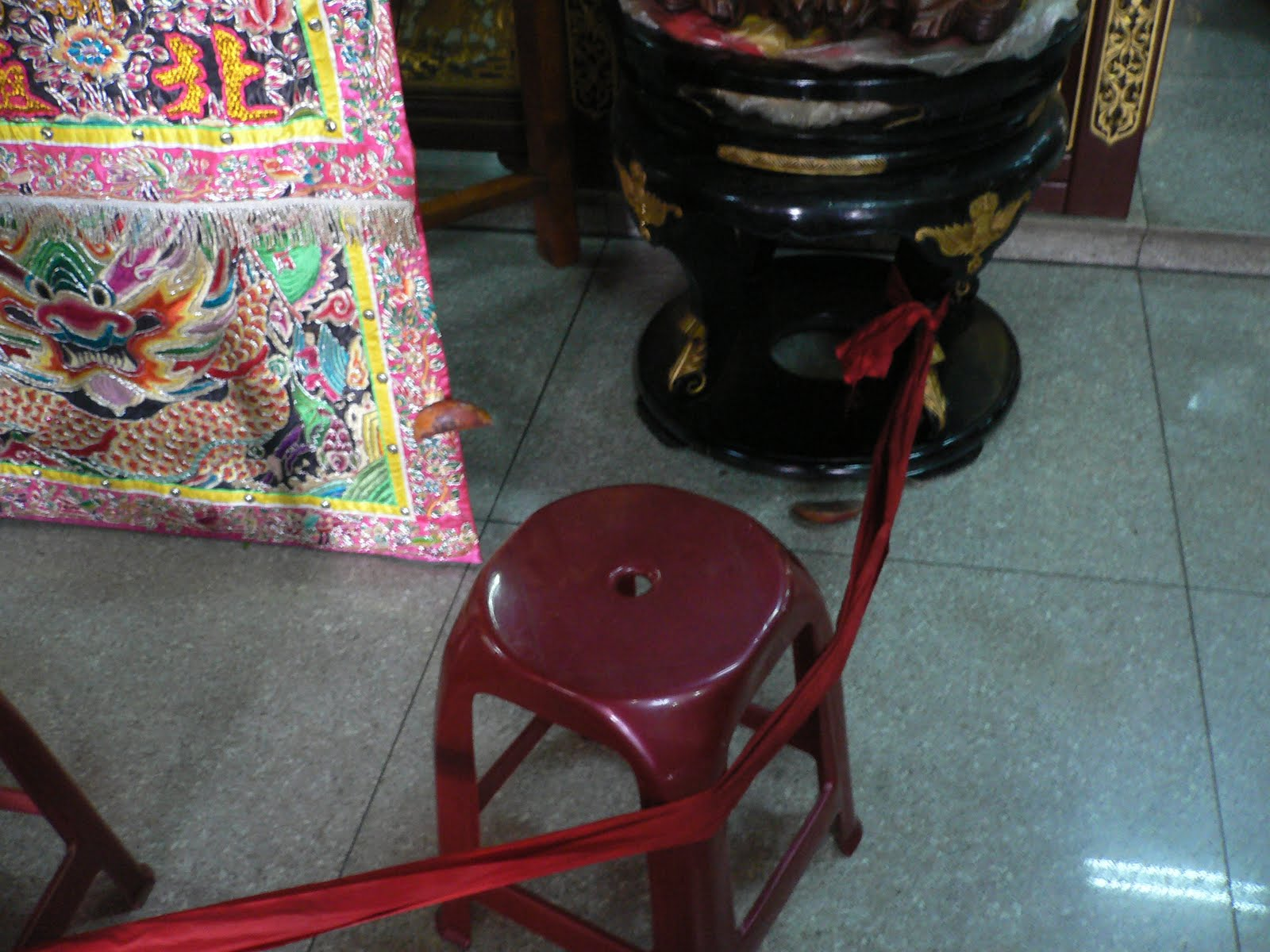
2011年，有信眾於廟中福德正神神龕前擲筊，擲出筊杯後，筊杯黏著於福德正神神桌桌圍上。

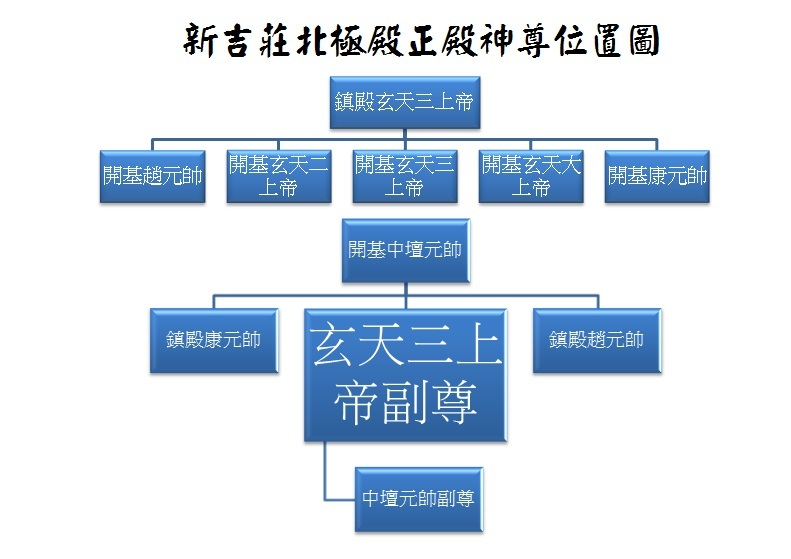
新吉莊北極殿正殿神尊位置圖

清治時期康熙年間，居民創建真武廟於鳳山縣興隆庄廍後厝尾仔。奉祀北極玄天上帝。日治時期昭和3年（西元1928年）曾由薛占募捐整修。昭和12年（西元1937年），日本政府擴建左營軍港，將廍後庄劃入軍事要塞，軍民被迫遷村，北極殿遭到拆除，所有神像被移往大崗山超峰寺，幸好玄天上帝等五尊神像，由薛占等五人藏匿。昭和15年（西元1940年）由廍後遷村至新吉莊之後，由新吉莊王牛潮等耆老，迎請廍後庄真武廟玄天三上帝、何仙姑、中壇元帥金身於其宅。原廍後庄真武廟玄天大上帝仍留於廍後，供奉於現今廍後北極殿，而玄天二上帝之後被請往後勁，現今供奉於後勁北極殿。民國38年（西元1949年），眾弟子集資建廟。民國77年（西元1988年），擴建廟宇成今日規模。

## 進香、出巡紀錄
- 民國77年（西元1988年），擴建完成，入廟安座，民國78年舉行謝土五朝清醮，並往大鵬灣海岸進香招軍。
- 民國82年（西元1993年），往旗津海墘進香招軍。
- 民國86年（西元1997年），往茄萣海岸進香招軍。
- 民國88年（西元1999年），廍後庄遷村一甲子，往菜公、後勁、廍後、左營會香。
- 民國93年（西元2004年），奉玄天三上帝諭旨北巡，往桃園新屋、南投名間松柏嶺受天宮進香，回到左營、新庄遶境。
- 民國99年（西元2010年），廍後庄遷村70周年，奉玄天三上帝諭旨南巡，往屏東東港、林邊崎峰會香，之後返回楠梓、左營遶境。

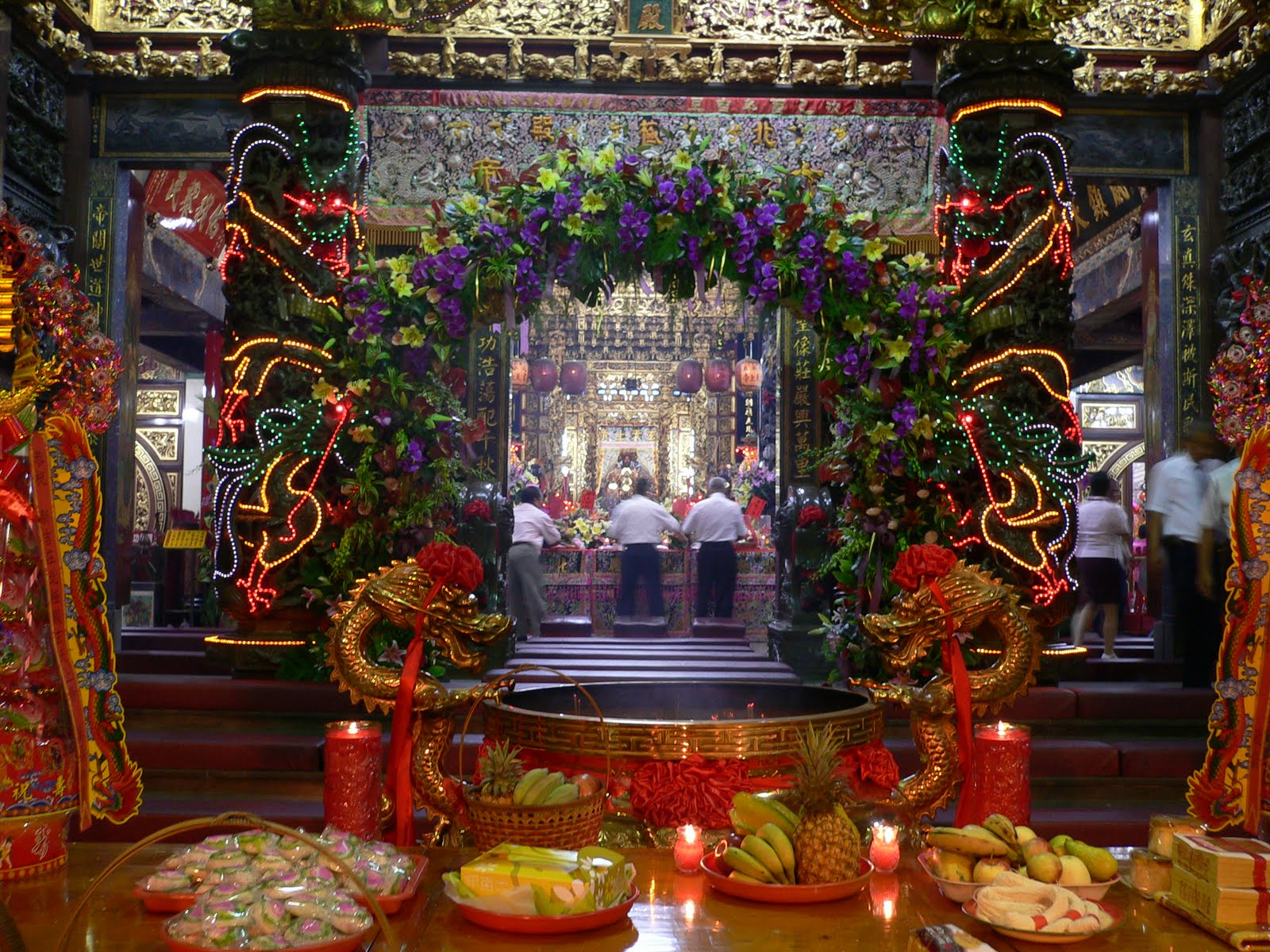
2009年，新吉莊北極殿慶祝玄天上帝聖誕，舉行祝壽慶典。

## 慶典
- 農曆每月二十日：舉行賞軍犒將科儀。
- 正月初九（正月初八日晚上至正月初九日凌晨）：舉行玉皇上帝祝壽科儀。
- 三月初三：玄天上帝聖誕，舉行祝壽慶典。
- 七月初十：舉行中元法會。
- 八月十五前後，舉行安五營、釘青竹符儀式與遶境。

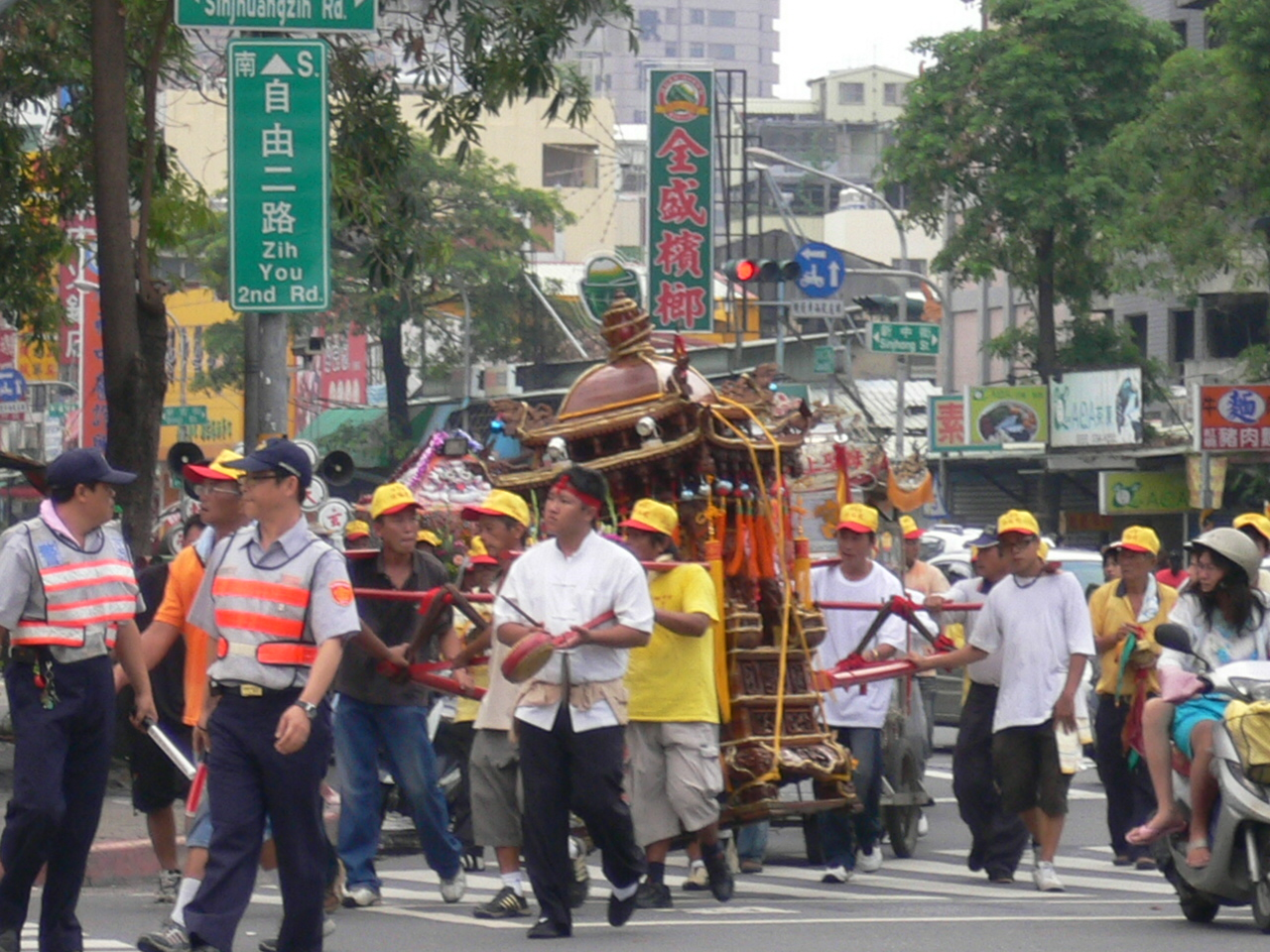
2009年，新吉莊北極殿安五營、釘青竹符遶境。此為新吉莊北極殿中壇元帥鑾轎。

## 相關新聞
〈匪也作夢被抓〉警拜神求助 隔日就破案 （页面存档备份，存于）
新聞當中，所長所言：「玄天上帝庚寅年出巡遶境大典」有誤，2012年為壬辰年，且該活動應為釘青竹符、安五營遶境，非出巡遶境。

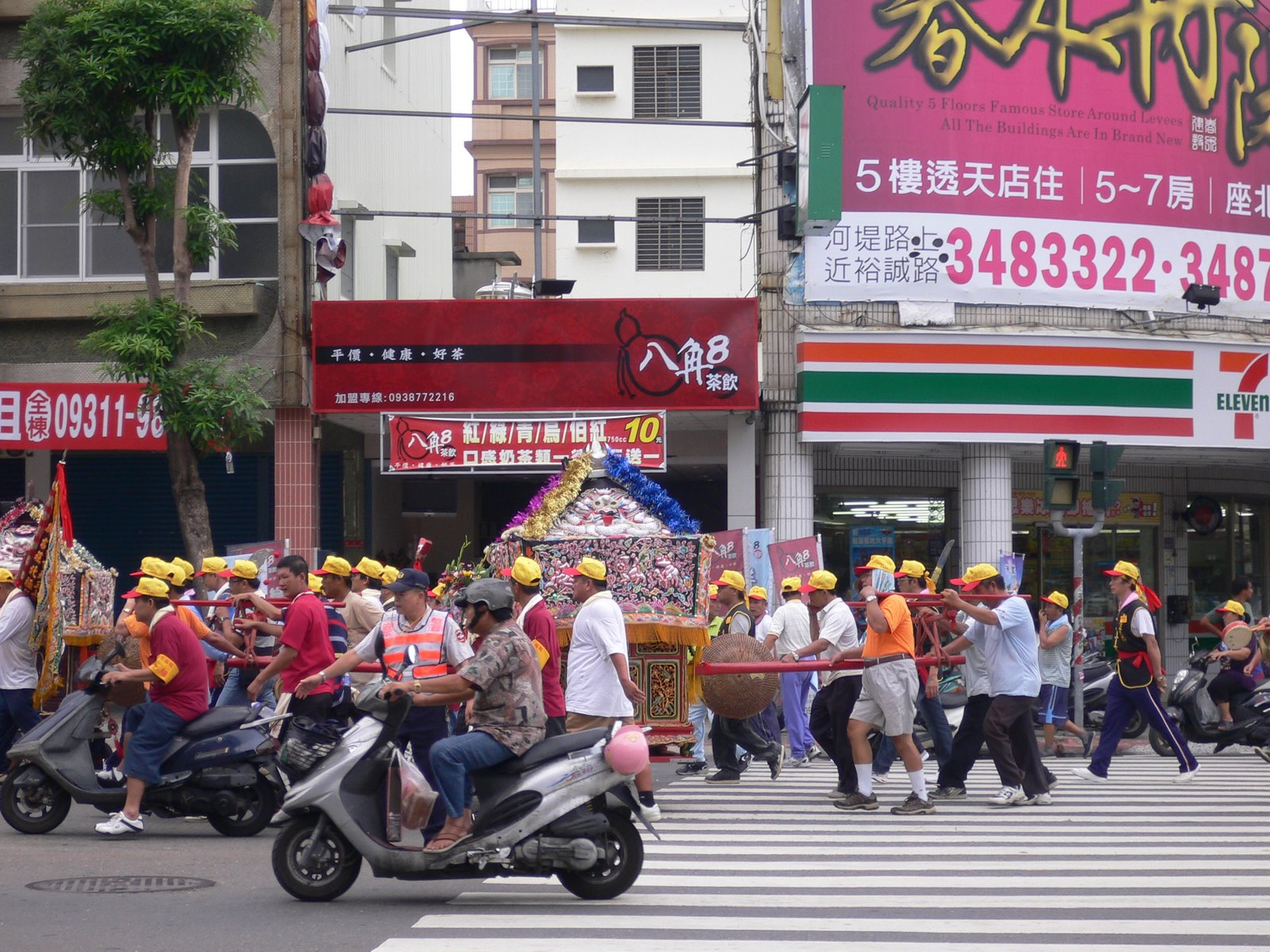
2009年，新吉莊北極殿安五營、釘青竹符遶境。此為新吉莊北極殿玄天三上帝鑾轎。

## 相關影片
高雄市地方電視台高雄都會台（打狗頻道）於2010年製作新吉莊北極殿南巡之報導。
- 尋根北極殿 (打狗週記) part1 （页面存档备份，存于）
- 尋根北極殿 (打狗週記) part2 （页面存档备份，存于）
- 尋根北極殿 (打狗週記) part3

## 外部連結
- 新吉莊北極殿的Facebook專頁
- 一元化三靈 （页面存档备份，存于）許多玄天上帝廟宇，同時供奉大上帝、二上帝、三上帝，來源說法頗多，此為道教角度之看法，予以參考。